# عمرو بن الأحمر الباهلي
عمرو بن الأحمر بن العمرد بن عامر بن عمرو الباهلي شاعر مخضرم أدرك الجاهلية والإسلام ولد في البادية في نجد في الجاهلية، وانتقل إلى الجزيرة الفراتية وعاش فيها وتوفي وله تسعين عاماً، وجعله ابن سلام الجمحي في الطبقة الثالثة من طبقات شعراء الإسلام وقال: «عمرو بن أحمر صحيح الكلام كثير الغريب». وقال ابن قتيبة: كان عمرو بن الأحمر أعوراً، رماه رجل بسهمٍ فذهبت عليه ومن شعره قوله:

## نسبه
هو عَمْرو بْن أحمر بن العَمَرَّد بْن عامر بْن عَمْرو بْن عَبْد بْن فراص بْن معن بْن مالك بْن أعصر بن سعد بن قيس عيلان بن مُضَر